# Mariehamn
Mariehamn (ze švédštiny; Maarianhamina finsky) je hlavní město Aland, autonomního území pod finskou suverenitou. Mariehamn je sídlo vlády a parlamentu Aland. Žije zde necelých 12 000 obyvatel, což je asi 40 % všech obyvatel Aland. Mluví se zde, podobně jako na celém Alandském souostroví, švédsky. Pro asi 91 % obyvatel je švédština mateřským jazykem.
Město bylo založeno roku 1861 a pojmenováno po Marii Alexandrovně, manželce Alexandra II. Alandy a Mariehamn mají dlouho námořní tradici. V přístavu je zakotvena například loď Pommern, která slouží jako muzeum.

## Partnerská města
- Visby, Švédsko
- Kópavogur, Island
- Kragerø, Norsko
- Slagelse, Dánsko
- Tórshavn, Faerské ostrovy, Dánsko
- Kuressaare, Estonsko
- Valkeakoski, Finsko
- Lomonosov, Rusko

## Galerie

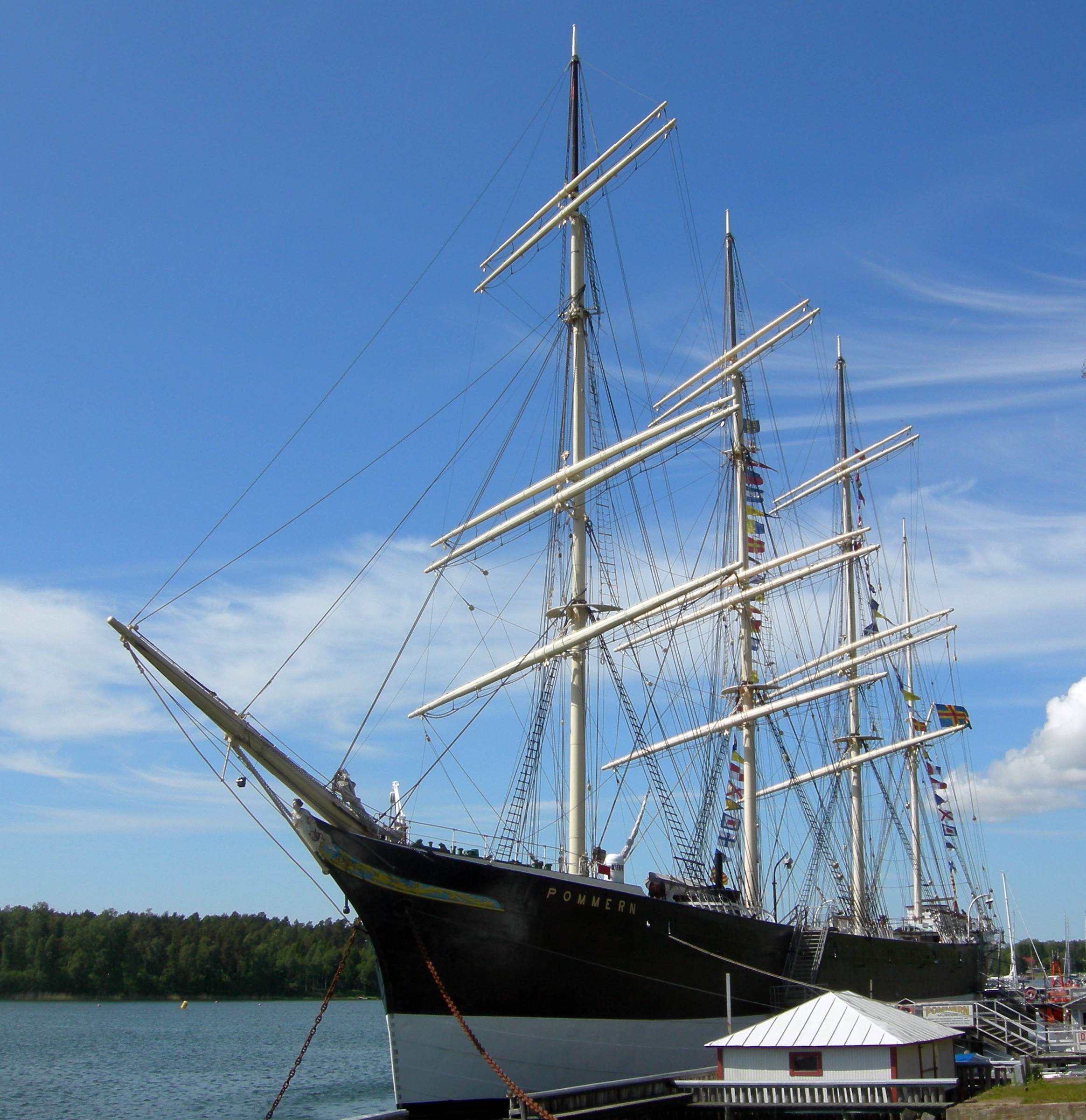
Muzejní loď Pommern kotví ve Västerhamn, západním ze dvou přístavů v Mariehamnu
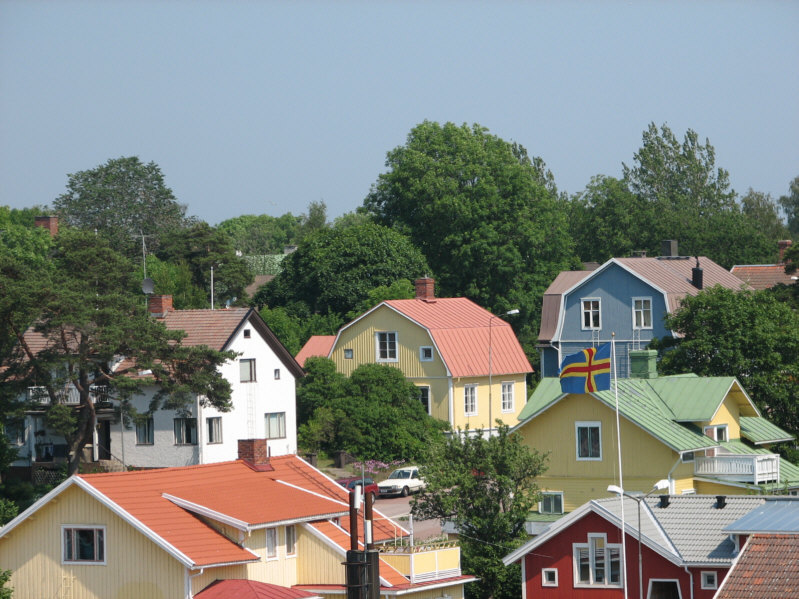
Hlavní město Aland Mariehamn
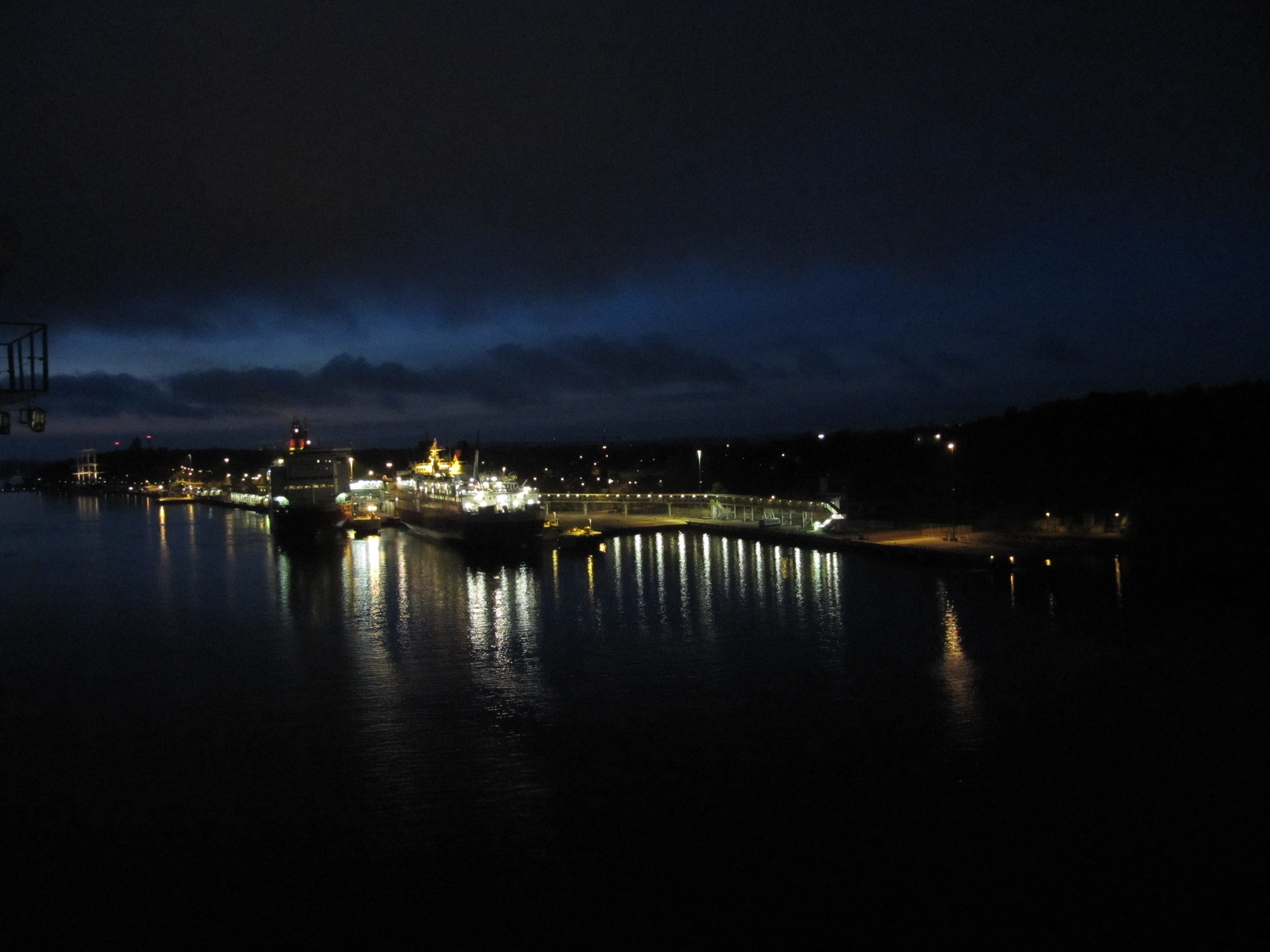
Přístav